# Galactia jussiaeana
Galactia jussiaeana är en ärtväxtart som beskrevs av Carl Sigismund Kunth. Galactia jussiaeana ingår i släktet Galactia och familjen ärtväxter.

## Underarter
Arten delas in i följande underarter:
- G. j. angustifolia
- G. j. glabrescens
- G. j. jussiaeana